# 羟基萘醌

1,2-萘醌的结构

1,4-萘醌的结构

2,6-萘醌的结构

羟基萘醌通常指单羟基萘醌是萘醌的一个氢原子被羟基取代的产物，分子式C10H6O3，共12种。若有多个氢原子发生羟基取代，则可以加上对应的前綴（如di-二、tri-三、 tetra-四、penta-五、hexa-六）。常见的单羟基萘醌有胡桃醌（5-羟基-1,4-萘醌）、指甲花醌（2-羟基-1,4-萘醌）等。
根据萘醌的不同，可以有：
基于1,2-萘醌，6种：
- 3-羟基-1,2-萘醌
- 4-羟基-1,2-萘醌
- 5-羟基-1,2-萘醌
- 6-羟基-1,2-萘醌
- 7-羟基-1,2-萘醌
- 8-羟基-1,2-萘醌

基于1,4-萘醌，3种：
- 指甲花醌（2-羟基-1,4-萘醌）
- 胡桃醌（5-羟基-1,4-萘醌）
- 6-羟基-1,4-萘醌

基于2,6-萘醌，3种：
- 1-羟基-2,6-萘醌
- 3-羟基-2,6-萘醌
- 4-羟基-2,6-萘醌

## 多羟基萘醌
- 二羟基萘醌，C10H4O2(OH)2
- 三羟基萘醌，C10H3O2(OH)3
- 四羟基萘醌，C10H1O2(OH)4
- 五羟基萘醌，C10HO2(OH)5
- 六羟基萘醌，C10O2(OH)6